# Augochlora brachyops
Augochlora brachyops är en biart som först beskrevs av Joseph Vachal 1911.  Augochlora brachyops ingår i släktet Augochlora och familjen vägbin. Inga underarter finns listade.